# M-Ksylen
m-Ksylen – organiczny związek chemiczny, węglowodór aromatyczny, jeden z trzech izomerycznych ksylenów. Jest to pochodna benzenu zawierająca dwie grupy metylowe przyłączone do pierścienia w położeniu meta (1,3).
Inne izomery ksylenu to o-ksylen i p-ksylen. m-Ksylen rozpuszcza się w niepolarnych rozpuszczalnikach jak np. w węglowodorach aromatycznych, podobnie jak wszystkie ksyleny.
m-Ksylen jest związkiem stosowanym do produkcji kwasu izoftalowego, który jest używany jako kopolimer w produkcji poli(tereftalanu etylenu), nadający mu właściwości bardziej odpowiednie do produkcji plastikowych butelek na napoje.